# Gettnau
Gettnau är en ort i kommunen Willisau i kantonen Luzern i Schweiz. Den ligger cirka 27,5 kilometer nordväst om Luzern. Orten har 1 174 invånare (2023).
Orten var före den 1 januari 2021 en egen kommun, men inkorporerades då i kommunen Willisau.